# Војислав Стојановић
Војислав Стојановић (Ниш, 12. новембар 1906 — Београд, 19. јануар 1991) био је лекар-хирург, учесник Народноослободилачке борбе, санитетски-пуковник ЈА и почасни доктор Универзитета у Београду.

## Биографија
Рођен је 12. новембра 1906. године у Нишу, где је завршио основну школу и гимназију. На Медицинском факултету у Београду дипломирао је 1929. године. Потом је ступио у војну службу и почео специјализацију из хирургије. После завршене специјализације, постављен је за шефа Хируршког одељења сталне Косовске војне болнице. Године 1938. постављен је за шефа Хируршког одељења Бановинске болнице у Прокупљу.
После Априлског рата и окупације Краљевине Југославије, 1941. године, прикључио се Народноослободилачком покрету (НОП) и учествовао у Народноослободилачкој борби као хирург. Године 1944. постављен је за хирурга Главног штаба НОВ и ПО за Србију, а на Сремском фронту је руководио целом хируршком службом. Марта 1945. године постављен је за управника Главне војне болнице у Београду (садашње Војномедицинске академије (ВМА)). 
Године 1949. постао је главни хирург Југословенске армије (ЈА), када се и демобилише у чину санитетског пуковника. Оснивач је Друге хируршке клинике у Београду, 1949. године и њен дугогодишњи управник до пензионисања, 1977. године. Марта 1955. године изабран је за редовног професора хирургије Медицинског факултета у Београду, а 1956. године за шефа Катедре хирургије.
Као гостујући професор, наступао у многим земљама. Објавио је преко 480 стручних и научних радова у земљи и иностранству. Председник Међународног удружења универзитетских наставника био је у три мандата. Био члан многих међународних струковних удружења (Међународно друштво за кардиоваскуларну хирургију, Међународно хируршко друштво, члан Научног друштва СССР, почасни члан Француског друштва и др). Био је члан редакција и уређивао многе домаће и стране научне струковне часописе и публикације. Био је члан Француске академије хирургије од 1980. године, а члан Националне медицинске академије Француске од 1981. године.
Носилац је Партизанске споменице 1941. и других југословенских и иностраних одликовања, међу којима се истиче Орден француске легије части. Добитник је Октобарске награде Града Београда, 1962; Седмојулске награде СР Србије, 1969. и Награде АВНОЈ-а, 1976. године.
Умро је 19. јануара 1991. године у Београду и сахрањен је у Алеји заслужних грађана на Новом гробљу у Београду.